# Özkan Taştemur
Özkan Taştemur (* 14. April 1995 in Basel) ist ein schweizerisch-türkischer Fussballspieler.

## Karriere

### Verein
Taştemur spielte für die Nachwuchsabteilung des FC Basels und wechselte 2013 zu FC Luzern. Hier spielte er für die Reservemannschaft eine Spielzeit lang in der 1. Liga und absolvierte 20 Ligaspiele.
Im Sommer 2014 entschied er sich für eine Karriere in der Türkei und wechselte zum Viertligisten Kızılcabölükspor. Hier spielte er zwei Spielzeiten lang und zog anschliessend zum Drittligisten Anadolu Selçukspor, der Zweitmannschaft vom Erstligisten Konyaspor, weiter.
Zur Sommertransferperiode 2018 wechselte Taştemur in die türkische TFF 1. Lig zu Adanaspor.

### Nationalmannschaft
Taştemur startete seine Nationalmannschaftskarriere 2016 mit einem Einsatz für die türkische U-21-Nationalmannschaft.